# Repubblica Serba di Bosnia ed Erzegovina
La Repubblica Serba di Bosnia ed Erzegovina (in serbo Република Српска?; croato e bosniaco Republika Srpska) è una delle due entità della Bosnia ed Erzegovina, assieme alla Federazione di Bosnia ed Erzegovina.
Occupa circa il 49% del territorio della Bosnia ed Erzegovina e ne ospita il 33% circa della popolazione. La sua popolazione è di 1 326 991 abitanti al censimento 2013, di cui 1,1 milioni serbi. La popolazione non-serba è calata drasticamente dopo il 1991, a seguito della guerra e della pulizia etnica messa in atto dai serbi di Bosnia in occasione del conflitto.

## Toponimo
La parola Srpska è un aggettivo sostantivato ottenuto attraverso l'addizione del suffisso -ska alla radice srb- del nome srbin (“serbo”), con successiva assimilazione bs > ps. Aggettivi sostantivati di questo tipo sono utilizzati in serbo come nomi di stati, ad esempio Hrvat > Hrvatska (croato > Croazia), Škot > Škotska (scozzese > Scozia) e Mađar > Mađarska (ungherese > Ungheria). Il nome ufficiale della confinante Repubblica di Serbia, in lingua serba, è Republika Srbija (letteralmente Repubblica 
[di] Serbia).
A partire dalla decisione della Corte costituzionale bosniaco-erzegovina sui "popoli costitutivi" (U-5/98, 2000), la Republika Srpska si definisce non più come "repubblica del popolo serbo e degli altri popoli", bensì come repubblica di tutti e tre i popoli costitutivi della Bosnia-Erzegovina (serbi, croati e bosgnacchi), che ne possono reclamare la cittadinanza con pari diritti; in seguito a tale sentenza la Repubblica Serba dovette emendare la Costituzione e cambiare i simboli nazionali. 
L'uso della specificazione "di Bosnia ed Erzegovina" fu presente nel nome dell'entità serba autoproclamatasi appena prima della guerra, la Republika srpska Bosne i Hercegovine (Repubblica Serba di Bosnia ed Erzegovina; 1992-1995). Con gli accordi di Dayton del 1995 il suffisso venne rimosso per indicare la reintegrazione tra Repubblica Serba e Federazione di Bosnia ed Erzegovina nel comune Stato di Bosnia ed Erzegovina.

## Storia

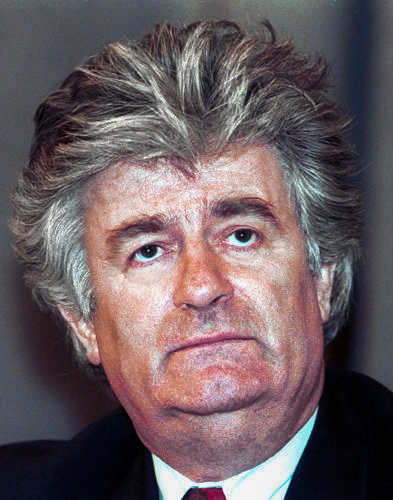
Radovan Karadžić, già presidente della Repubblica Serba dal 1992 al 1996, condannato nel marzo 2016 a 40 anni di reclusione in primo grado dal Tribunale penale internazionale per l'ex-Jugoslavia per genocidio (a Srebrenica), crimini di guerra e crimini contro l'umanità durante l'assedio di Sarajevo, il massacro di Srebrenica e le altre campagne di pulizia etnica contro i civili non serbi durante la guerra in Bosnia.

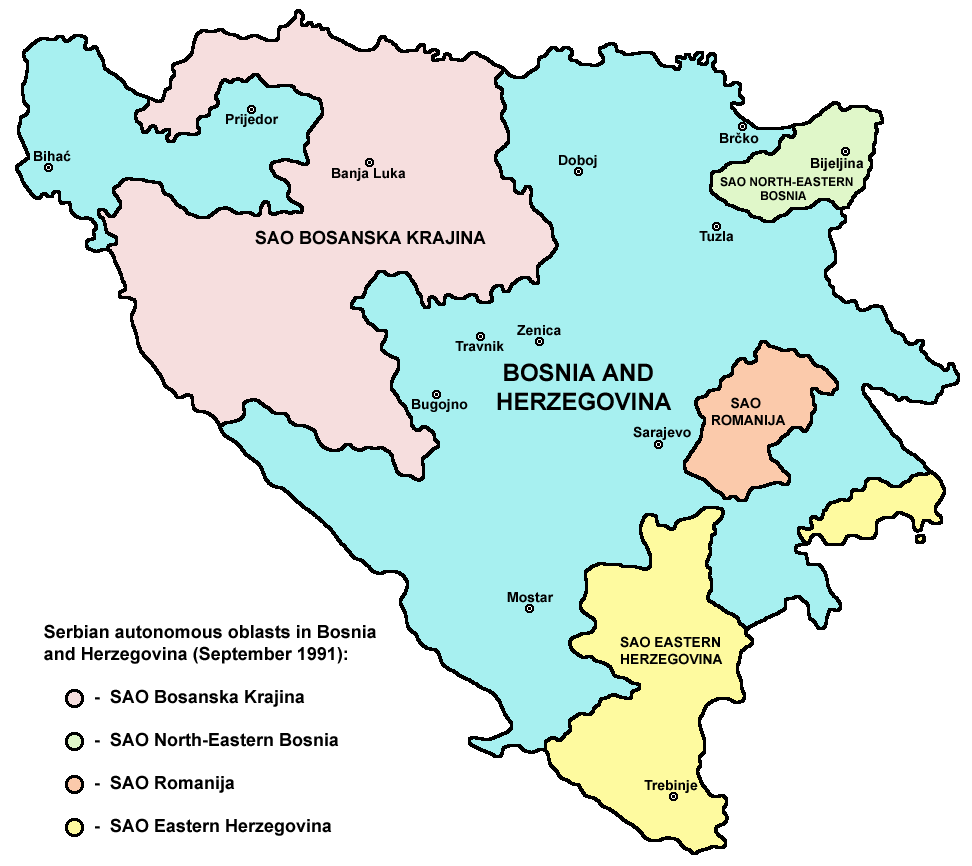
Province Autonome Serbe (SAO), 1991-1992, territori ribelli al governo della Bosnia-Erzegovina

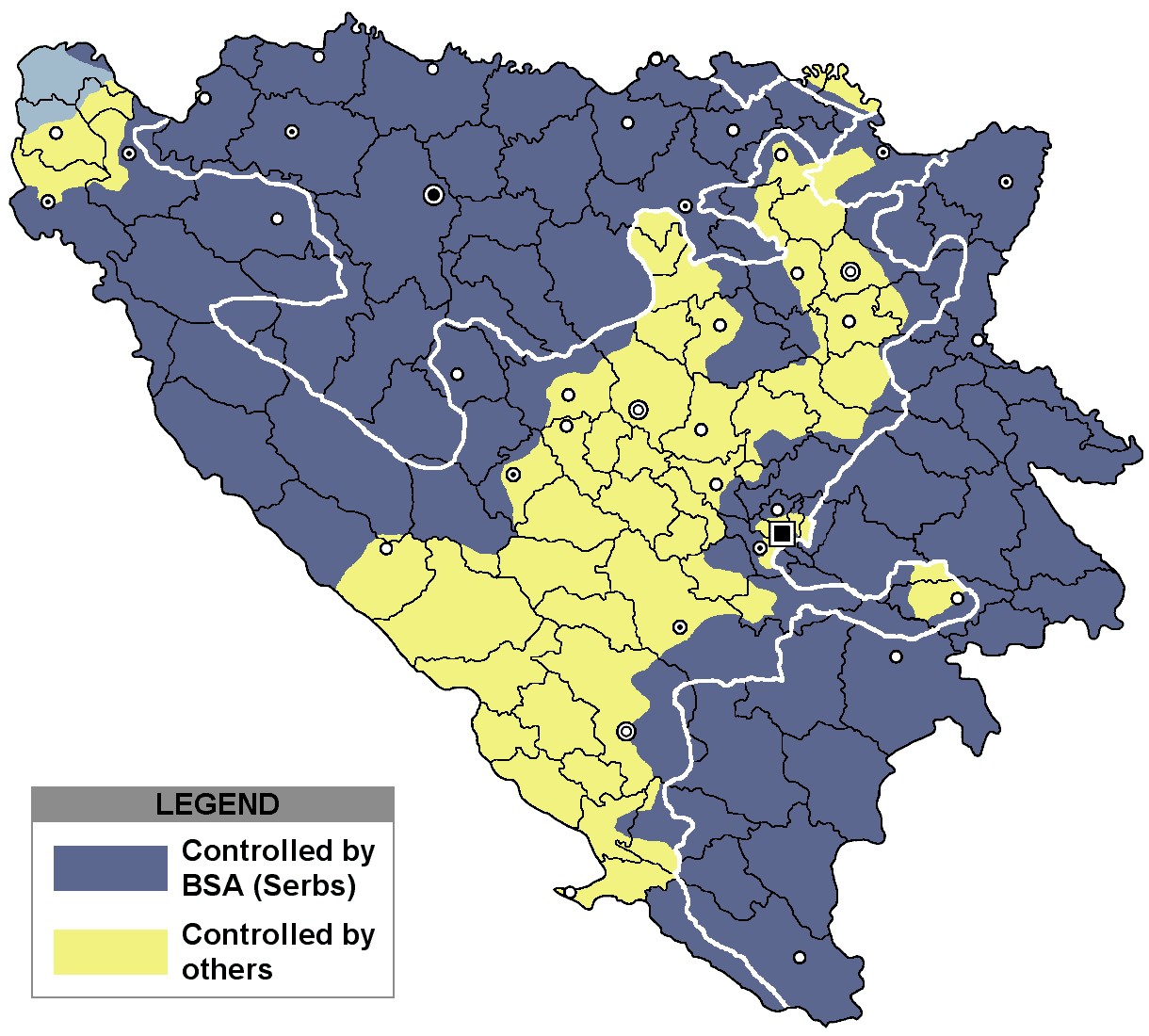
Territori controllati dall'Esercito della Repubblica Serba (VRS) durante la guerra (in relazione ai confini attuali)

La creazione della Repubblica Serba avvenne a seguito dello smembramento della Jugoslavia iniziato nel giugno del 1991. Nei mesi seguenti i rappresentanti politici dei serbo-bosniaci - circa il 33% della popolazione dello Stato - si opposero all'idea di diventare parte della Bosnia Erzegovina come stato sovrano senza che prima si fosse deciso in che modo sarebbe stato diviso il potere tra le varie etnie. Rivendicavano anche il diritto di separare i territori a maggioranza serba dalla Bosnia ed Erzegovina, sulla base del principio di autodeterminazione dei popoli.
Il principale partito politico serbo della Bosnia ed Erzegovina, il Partito Democratico Serbo, guidato da Radovan Karadžić organizzò la costituzione delle "province autonome serbe" e la fondazione di un parlamento che le rappresentasse. Nel novembre del 1991 un referendum non riconosciuto tenuto tra i serbo-bosniaci confermava con una grande maggioranza il loro desiderio di restare parte della Jugoslavia. Tale idea all'epoca era condivisa dalla maggioranza della popolazione della Bosnia ed Erzegovina, ma non da una parte dei croato-bosniaci che si identificavano con le aspirazioni d'indipendenza della Croazia. Nell'agosto 1991 si tennero a Sarajevo manifestazioni in favore della pace e di una Jugoslavia multietnica. Pochi mesi dopo, il 9 gennaio 1992, senza alcun fondamento giuridico e contro la costituzione vigente all'epoca, venne proclamata la "Repubblica Serba di Bosnia e Erzegovina" (Republika srpska Bosne i Hercegovine).
Sia il referendum che la creazione della Republika Srpska BiH autonoma furono dichiarati incostituzionali dal Governo della Bosnia ed Erzegovina, che non li riconobbe né legali né validi. Nel febbraio-marzo del 1992, vista l'evoluzione del conflitto in Croazia e la situazione politica, il Governo della Bosnia ed Erzegovina tenne a sua volta un referendum per l'indipendenza. Boicottato dai serbo-bosniaci, il referendum registrò un'affluenza compresa tra il 64% ed il 67% degli aventi diritto, di cui il 98% si espresse a favore dell'indipendenza. Votarono a favore in maggioranza bosgnacchi e croato-bosniaci, oltre a una minoranza di serbo-bosniaci favorevoli ad una Bosnia multietnica ed indipendente. Visto l'esito del referendum, la Bosnia ed Erzegovina dichiarò l'indipendenza nel marzo del 1992 e in breve tempo ottenne il riconoscimento della comunità internazionale e, con Slovenia e Croazia, divenne membro delle Nazioni Unite. La Republika Serba e i serbo-bosniaci, appoggiati da Belgrado, non accettarono tali sviluppi e l'Esercito della Repubblica Serba (VRS) scatenarono una sistematica politica di pulizia etnica e di eliminazione fisica della popolazione non serba (vedi guerra in Bosnia).
Nel periodo compreso tra il 1992 ed il 1995 vennero commessi sul territorio della Repubblica Serba i peggiori crimini dalla fine della seconda guerra mondiale, culminati con il massacro di Srebrenica, riconosciuto come genocidio da due diverse corti internazionali. Vennero inoltre aperti campi di concentramento per non-serbi, promulgate leggi speciali limitanti i diritti civili dei non-serbi e distrutta la maggioranza dei luoghi di culto musulmani. Tra il 1992 ed il 1995 l'Esercito della Repubblica Serba, composto da serbo-bosniaci e soldati serbi, assediò la città di Sarajevo facendo 10 000 vittime tra i civili. Nella guerra intervenne infine la NATO, che nell'Operazione Deliberate Force bombardò il territorio della Repubblica Serba, spingendo Belgrado a negoziare per conto dei serbo-bosniaci e mettere fine alla guerra nell'autunno 1995, con la firma degli accordi di Dayton.
Dalla fine della guerra, la Repubblica Serba ha subito varie trasformazioni. Molti dei suoi leader in tempo di guerra sono stati arrestati o sono latitanti a seguito delle accuse di crimini di guerra loro rivolte, anche se Radovan Karadžić ha continuato per alcuni anni dopo la fine della guerra ad esercitare una forte influenza sulla politica interna dell'entità. Alcuni dei non-serbi espulsi hanno fatto ritorno alle loro case, la popolazione non-serba è attualmente intorno all'11% del totale (nel 1991 era il 40-45%). Tuttavia, come altre nazioni post-comuniste avviate verso l'economia di mercato, anche le due entità della Bosnia ed Erzegovina attraversano un periodo di profonda crisi economica e diffusa corruzione.

## Geografia fisica

Carta morfologica del territorio della Repubblica Serba.

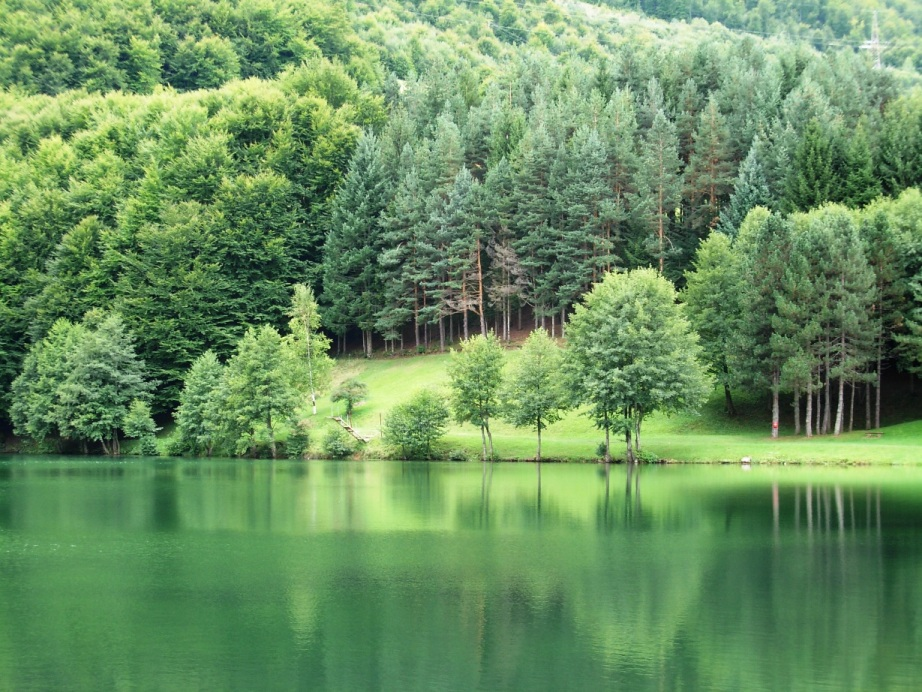
Paesaggio montano nei pressi di Mrkonjić Grad.

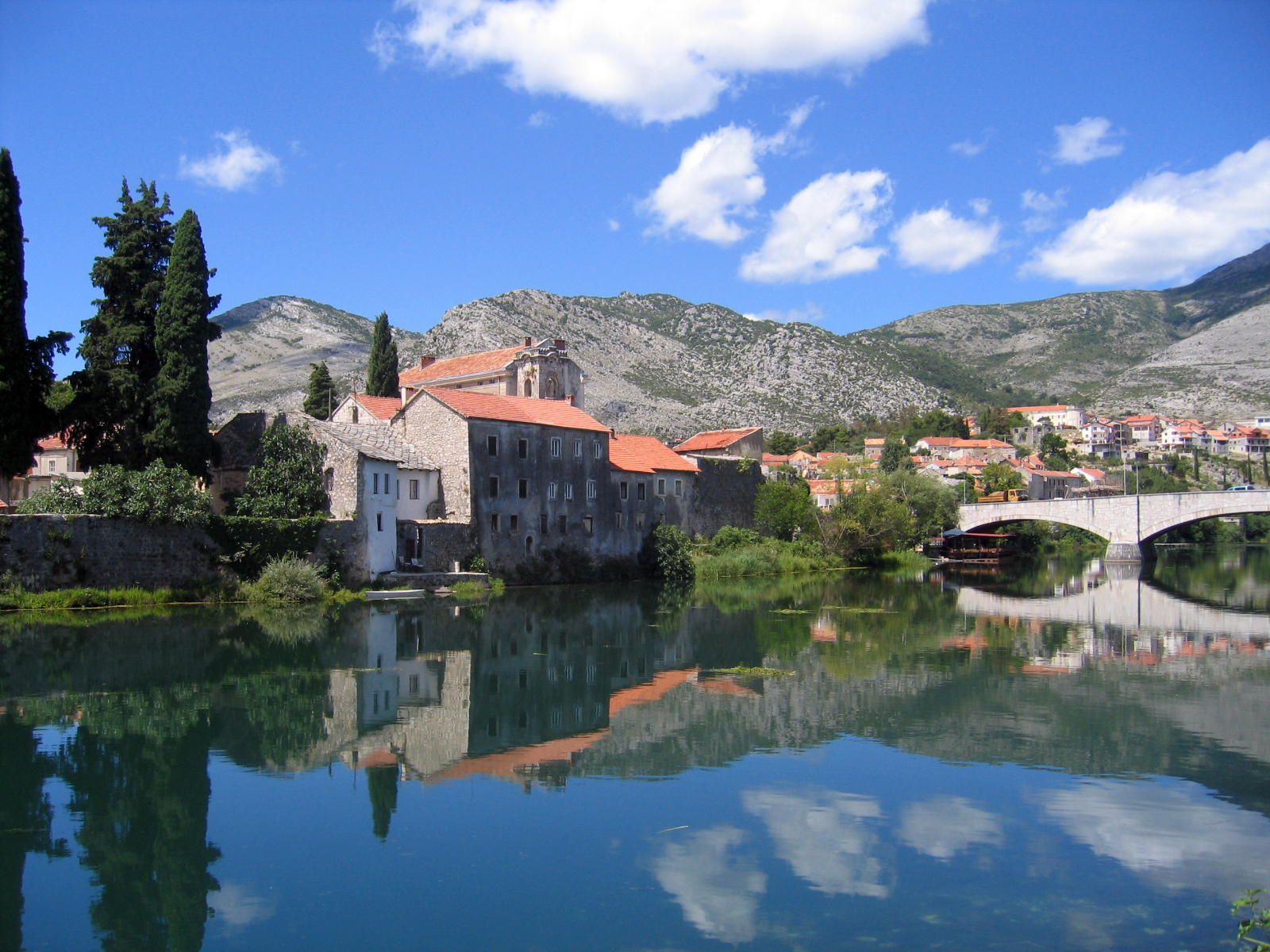
La Trebišnjica, uno dei più lunghi fiumi carsici al mondo.

### Morfologia
Il territorio della Repubblica Serba copre una superficie di 24 617 km², situata tra 42°33' e 45°16' di latitudine nord e 16°11' e 19°37' longitudine est, senza alcuno sbocco sul mare e si estende sul 49% del territorio della Bosnia ed Erzegovina. La regione confina a nord-ovest con la Croazia, ad est con la Serbia e a sud con il Montenegro. La Repubblica Serba è separata dal resto della Bosnia ed Erzegovina da una Linea di Confine Inter-Entità (IEBL) di 1 080 km; tale confine interno, che rispecchia in buona parte la linea del fronte durante la guerra in Bosnia, è marcato da cartelli ma non prevede alcun tipo di controllo alla circolazione di merci e persone.
La Repubblica Serba è composta da due regioni, unite da uno stretto corridoio all'interno del distretto di Brčko. Tale conformazione territoriale rende difficili la comunicazione e l'integrazione economica tra la parte occidentale e la parte orientale della regione. La regione nord-occidentale, dove sorge la capitale amministrativa Banja Luka, si estende sulle zone più pianeggianti del nord della Bosnia, sulla destra idrografica del fiume Sava (posavina); essa presenta terreni ondulati, pianure alluvionali e terrazze fluviali, costituiti da depositi risalenti al Cenozoico, che costituiscono il terreno più fertile dell'entità (pianura pannonica). Verso sud si innalzano regioni più montuose, caratterizzate dalle cime delle Alpi Dinariche come la Kozara, Romanija, Jahorina, Bjelašnica, Motajica e Treskavica. Oltre il distretto di Brčko la Repubblica Serba occupa tutta la regione orientale della Bosnia (valle del fiume Drina, o podrinje), a partire dalla piana alluvionale della Drina verso la sua confluenza nella Sava e risalendone il corso verso le regioni più montuose e poi più arida-mediterranea scendendo verso sud (Erzegovina orientale), dove il picco di Maglić (2 386 m, presso il confine con il Montenegro) segna il punto più alto dell'entità.
La gran parte dei fiumi che scorrono in Repubblica Serba (Bosna, Vrbas, Sana e Una) è tributaria della Sava, che segna il confine nord con la Croazia; anche la Drina, che segna gran parte del confine est, si getta nella Sava. La Trebišnjica, in Erzegovina orientale, è uno dei più lunghi fiumi carsici al mondo, mentre le cascate di Skakavac (75 mt) sono tra le più alte dell'entità. I principali laghi in Repubblica Serba sono il lago di Bileća, il lago di Bardača e il lago Balkana. La Repubblica Serba ospita tre parchi nazionali bosniaci: il parco nazionale di Sutjeska, il parco nazionale di Kozara e il parco nazionale della Drina, oltre all'area protetta del lago di Bardača. La Perućica è una delle ultime foreste primordiali rimaste in Europa.

## Società

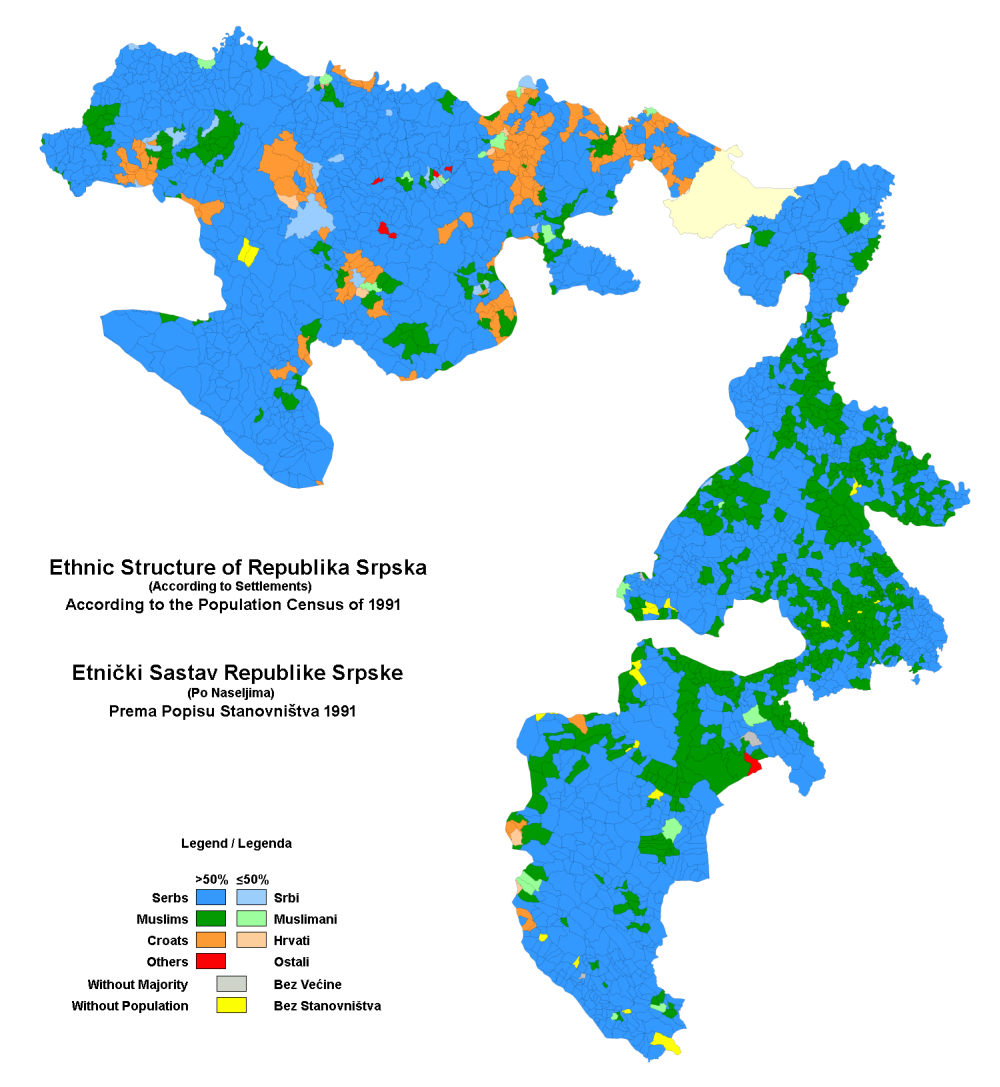
Composizione etnica nel 1991

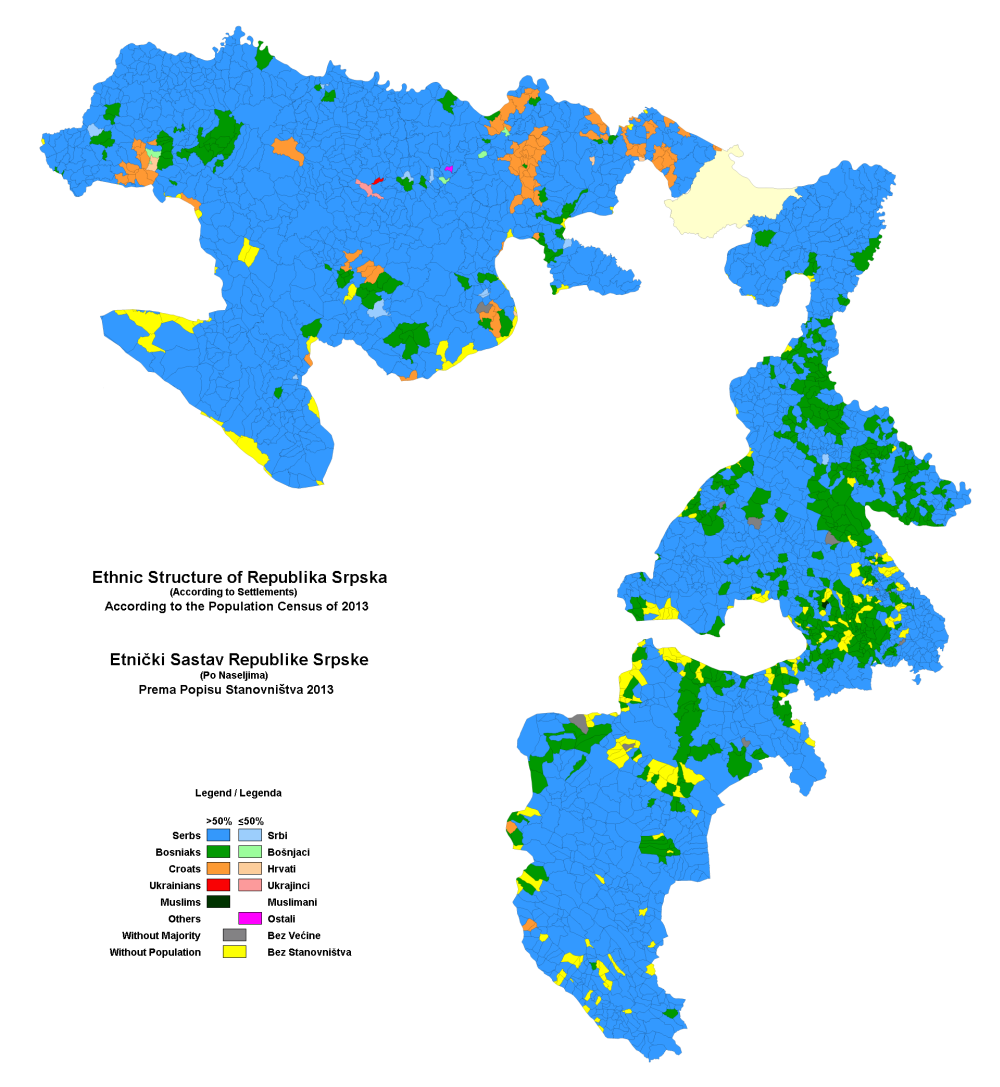
Composizione etnica nel 2013

### Evoluzione demografica
Il territorio dell'attuale Repubblica Serba ospitava circa 1,5 milioni di cittadini jugoslavi nel 1991, di cui il 55,4% serbo-bosniaci, il 28,1% di etnia "Musulmana", il 9,2% di croato-bosniaci, oltre a varie minoranze (rom, ebrei, ucraini, cechi, slovacchi, tedeschi, italiani).
Il primo censimento demografico del dopoguerra, condotto nel 2013 e i cui dati sono stati pubblicati nel 2016, ha fotografato gli effetti della pulizia etnica e dell'incompiuto processo di rientro di profughi e sfollati nelle aree di loro residenza pre-bellica. Secondo tali dati, la Repubblica Serba ospita circa 1 200 000 abitanti, di cui l'82% serbo-bosniaci, il 14% bosgnacchi (percentuale dimezzata), il 2,4% di croati (un quarto) e l'1,25% di altre minoranze. A Prnjavor vive una piccola comunità italiana e di cechi, trasferitivisi ai tempi della dominazione asburgica.
La Repubblica Serba presenta una densità demografica piuttosto bassa, con 58 persone per chilometro quadrato. Inoltre la disposizione della popolazione sul territorio non è affatto omogenea; ad esempio in Erzegovina è di 20 ab./km², mentre in Posavina e Semberija è pari a 150 ab./km², il che rappresenta un ulteriore problema per lo sviluppo economico.
| anno  | serbi     | %     | bosgnacchi | %     | croati  | %    | jugoslavi | %   | altri  | %    | non dichiarato / ignoto | %    | Totale    |
| ----- | --------- | ----- | ---------- | ----- | ------- | ---- | --------- | --- | ------ | ---- | ----------------------- | ---- | --------- |
| 1991  | 869 854   | 55,4  | 440 746    | 28,1  | 144 238 | 9,2  | 75 013    | 4,8 | 39 481 | 2,5  |                         |      | 1 569 332 |
| 2013a | 970,857   | 82,95 | 148 477    | 12,69 | 26 509  | 2,27 |           |     | 14 641 | 1,25 | 9 858                   | 0,84 | 1 170 342 |
| 2013b | 1 001 299 | 81,5  | 171 839    | 14,0  | 29 645  | 2,4  |           |     | 15 324 | 1,25 |                         |      | 1 228 423 |

### Municipalità
La Repubblica Serba è formata da 63 municipalità, delle quali, 57 hanno lo status di "Comune", mentre 6 lo status di "Città": Banja Luka, Prijedor, Doboj, Bijeljina, Trebigne e Istočno Sarajevo, quest'ultima costituita dai seguenti comuni: Istočni Stari Grad, Istočna Ilidža, Istočno Novo Sarajevo, Pale, Sokolac e Trnovo.
Quello che segue è un elenco delle prime 15 più popolose secondo stime del 2004.
Il 48% del territorio della municipalità di Brčko che spettava alla Repubblica Serba secondo gli accordi di Dayton è stato sottratto alla giurisdizione dell'entità (come il 52% spettante alla Federazione) e nel 2000 ed è andato a formare il Distretto di Brčko di fatto sotto la giurisdizione diretta della Bosnia ed Erzegovina, anche se ufficialmente secondo un recente accordo è considerato da entrambi i governi delle entità come un condominio.

## Politica

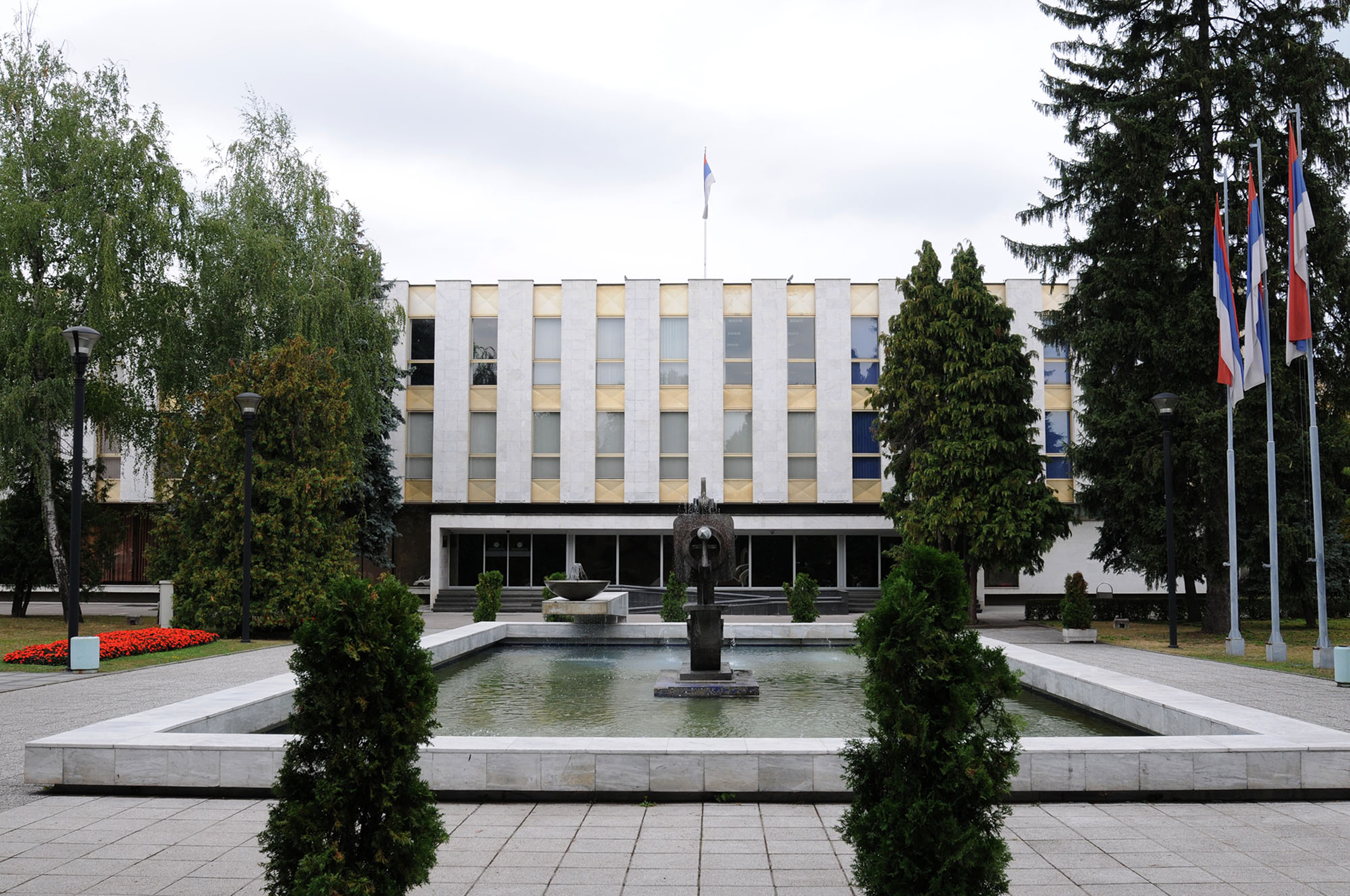
Assemblea Nazionale della Repubblica Serba, Banja Luka

Le sette regioni amministrative della Repubblica Serba

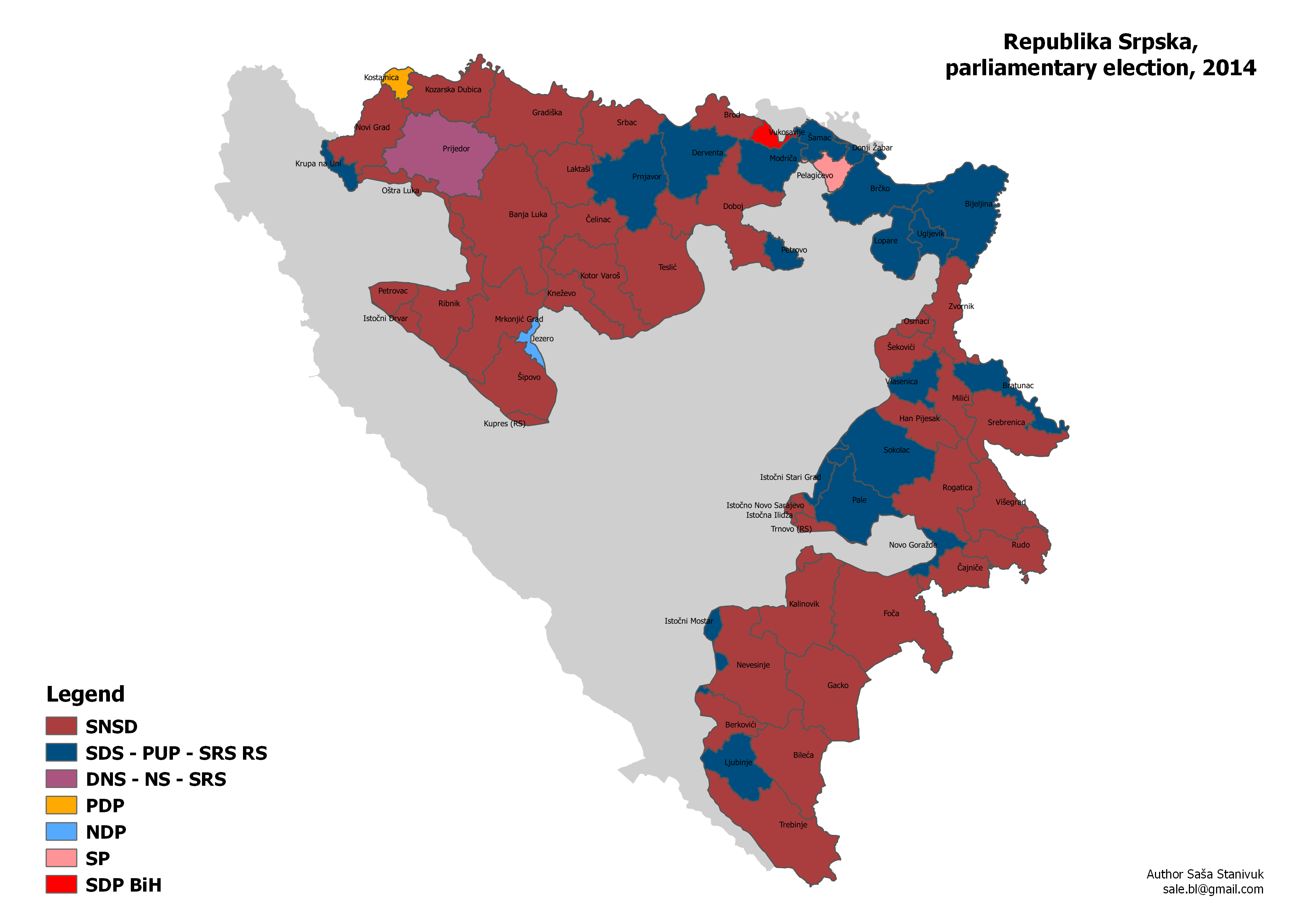
Risultati delle elezioni del 2014 in Repubblica Serba

La Repubblica Serba ha una propria assemblea, un consiglio dei popoli, un presidente, un governo, simboli nazionali, polizia e sistema postale.
L'Assemblea Nazionale si compone di 83 seggi ed insieme al Consiglio dei Popoli forma la legislatura della Repubblica Serba. Alle elezioni del 2014 il partito SNSD ha ottenuto 29 seggi e governa in alleanza con Alleanza Popolare Democratica (DNS) (8 seggi) e Partito Socialista (5 seggi). La coalizione di opposizione del Partito Democratico Serbo (SDS) ha ottenuto 24 seggi e 7 seggi i suoi alleati del PDP; 5 seggi sono andati al NDM e 5 alla coalizione bosgnacca Patria.
Nel 2002 venne istituito il Consiglio dei Popoli della Repubblica Serba, che si affiancò all'Assemblea nell'esercizio del potere legislativo, senza partecipare alla stesura delle leggi, ma col compito primario di difendere gli interessi di ciascun popolo costitutivo della Repubblica Serba e bloccare, quando necessario, l'emanazione di leggi reputate fortemente lesive per una delle etnie del Paese, quindi svolgendo una funzione di controllo. Si compone di 28 membri, 8 a testa per i popoli costitutivi della Repubblica Serba: bosgnacchi, croati, serbi e altri 4 seggi ripartiti dalle minoranze. Il Consiglio dei Popoli ha 1 presidente e 3 vicepresidenti e viene eletto dai rispettivi gruppi parlamentari (a base etnica) dell'Assemblea Nazionale.
Il Presidente della Repubblica svolge prettamente un ruolo di rappresentanza. Ottavo presidente e ultimo detentore finora della carica è Milorad Dodik del SNSD, già presidente del governo, che succede al compagno di partito Rajko Kuzmanović.
Il governo è guidato da Aleksandar Džombić, è formato dalla coalizione tra SNSD, Partito Socialista e Alleanza Popolare Democratica, uguale a quella del precedente esecutivo, anche se con un'influenza maggiore dei 2 partiti minori sull'azione di governo, forti dei buoni risultati elettorali. Si compone di 16 ministri, due vicepresidenti e un presidente. Inoltre nell'assegnazione dei ministeri è necessario rispettare il principio di corretta rappresentanza delle varie comunità etniche, infatti per legge 8 ministeri spettano agli esponenti dell'etnia serba, 5 ai bosgnacchi e i restanti 3 ai croati. Dopo la conclusione della guerra in Bosnia, la Repubblica Serba mantenne il controllo sull'esercito e di conseguenza possedeva anche un ministero della difesa, che rimase in funzione fino al 1º gennaio 2006, quando l'Assemblea Nazionale decise di trasferire il controllo delle forze armate al Ministero della Difesa della Bosnia ed Erzegovina, in quanto condizione vincolante per la continuazione delle trattative della Bosnia per accedere alla NATO.

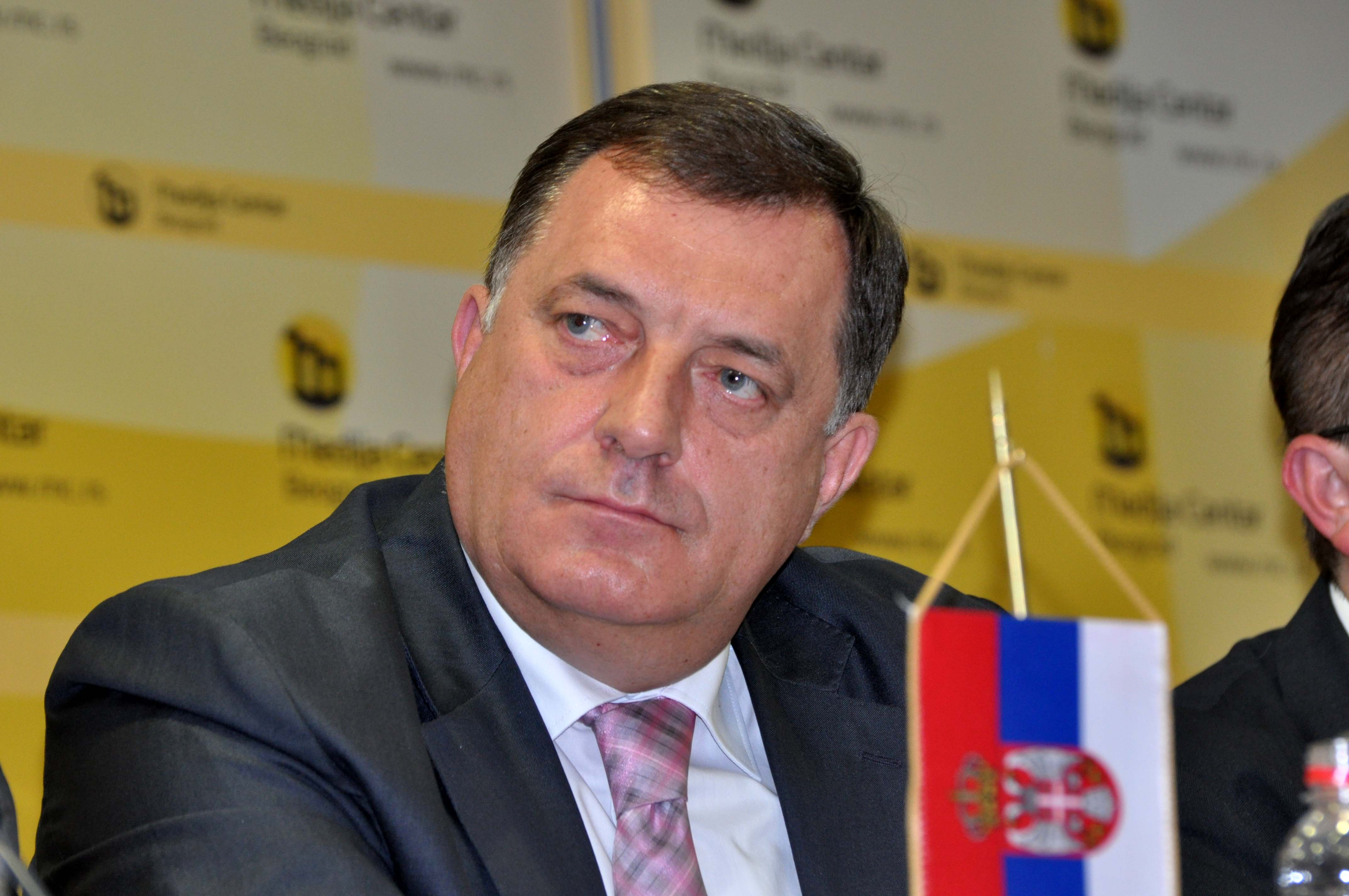
Milorad Dodik

Il 26 settembre 2006 i vertici politici di Serbia e della Repubblica Serba firmarono un "trattato speciale di cooperazione" che mirava a promuovere la collaborazione a livello istituzionale ed economico tra le due parti. Il documento non faceva altro che consolidare i punti chiave del precedente accordo, risalente al 2001, tra la Repubblica Federale di Jugoslavia e la Repubblica Serba, tra i quali vi sono: cooperazione economica, nel settore della difesa, nell'educazione e la possibilità per i residenti della Repubblica Serba di usufruire della doppia cittadinanza (oltre a quella bosniaca, hanno diritto a quella della Serbia). La fattibilità di quest'accordo è garantita dal trattato di Dayton, risalente al 1995, che pose fine alla guerra in Bosnia e garantì alle due entità della Bosnia ampie autonomie.
La Repubblica Serba, benché priva di personalità giuridica internazionale, dispone di rappresentanze diplomatiche a Bruxelles, Stoccarda, Belgrado, Gerusalemme e Mosca, inoltre i vertici politici hanno annunciato la volontà di aprire nuovi uffici di rappresentanza a Zagabria e Washington, sottolineando l'importanza del loro ruolo di promotori della cultura e delle tradizioni della Repubblica Serba all'estero.

## Economia

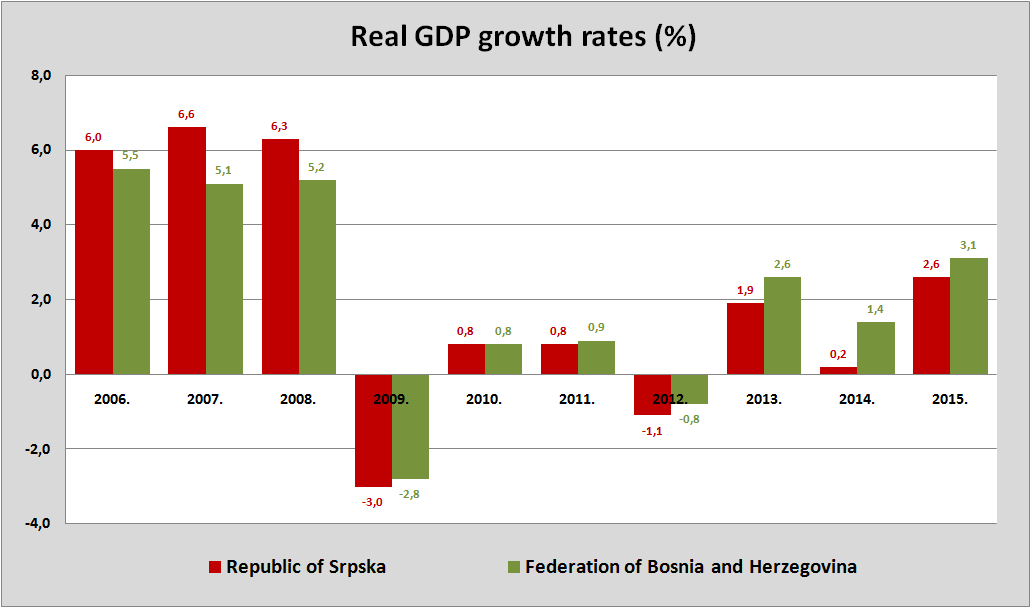
Variazione del PIL reale in RS e Federazione BiH, 2006-2014

A seguito della guerra dei primi anni novanta, l'entità ha subito forti contraccolpi sul piano economico come tutta la Bosnia ed Erzegovina, infatti dei 100 miliardi di danni patiti dalla Bosnia un terzo sono della Repubblica Serba. I danni maggiori sono stati registrati nelle infrastrutture, già carenti prima degli eventi bellici e nell'industria, penalizzata anche dal passaggio da un'economia di stampo socialista a una di mercato; quest'ultimo rappresenta spesso un passo insostenibile per le imprese bosniache, spesso inefficienti e con evidenti surplus di manodopera impiegata.
Dalla fine della guerra nel 1995, si è avuta una timida ripresa dell'economia che si accelerò nel biennio 2006-2007, per poi interrompersi nel 2008 a seguito degli effetti della crisi economica globale, anche se i ricavi delle privatizzazioni della Telekom Srpska e della raffineria di Brod hanno permesso al governo dell'entità di mantenere costante il welfare state e avere un bilancio economico più sano di quello della Federazione. Il salario medio dell'ottobre 2010 ammontava a 779 marchi (circa 398 euro), molto vicino alla media nazionale anche se rappresentava il 70-80% di quello prebellico.
Nella Repubblica Serba, come in tutto lo stato, si usa il marco bosniaco (KM/BAM; cambio fisso 1 EUR = 1,955 BAM). La registrazione di un'impresa nella Repubblica Serba avviene in minimo 23 giorni lavorativi. Il prodotto interno lordo (a parità di potere d'acquisto) era stimato nel 2010 attorno ai US$ 7 895 pro capite.
| Prodotto interno lordo della Repubblica Serba 2000–2014 (mil. KM) |        |        |        |        |        |        |        |        |        |        |        |        |        |        |
| 2000                                                              | 2001   | 2002   | 2003   | 2004   | 2005   | 2006   | 2007   | 2008   | 2009   | 2010   | 2011   | 2012   | 2013   | 2014   |
| 3 373                                                             | 3 666  | 4 208  | 4 560  | 5 116  | 5 763  | 6 546  | 7 352  | 8 490  | 8 236  | 8 318  | 8 682  | 8 584  | 8 760  | 8 831  |
| Percentuale dell'economia bosniaca                                |        |        |        |        |        |        |        |        |        |        |        |        |        |        |
| 28,54%                                                            | 28,92% | 30,10% | 30,98% | 31,98% | 33,47% | 33,56% | 33,44% | 34,10% | 33,98% | 33,54% | 33,78% | 33,36% | 33,32% | 32,66% |

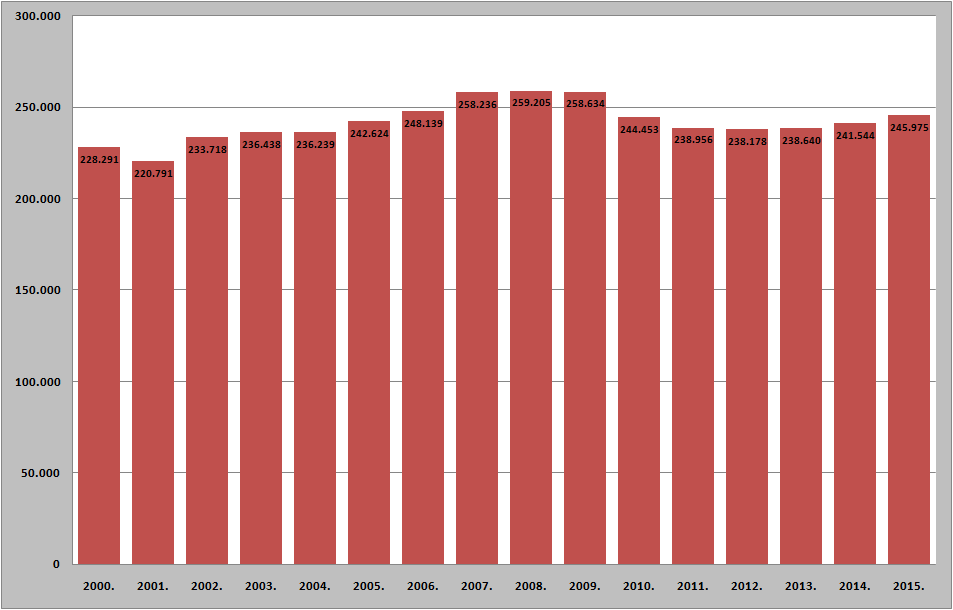
Persone occupate in RS, 2000-2015

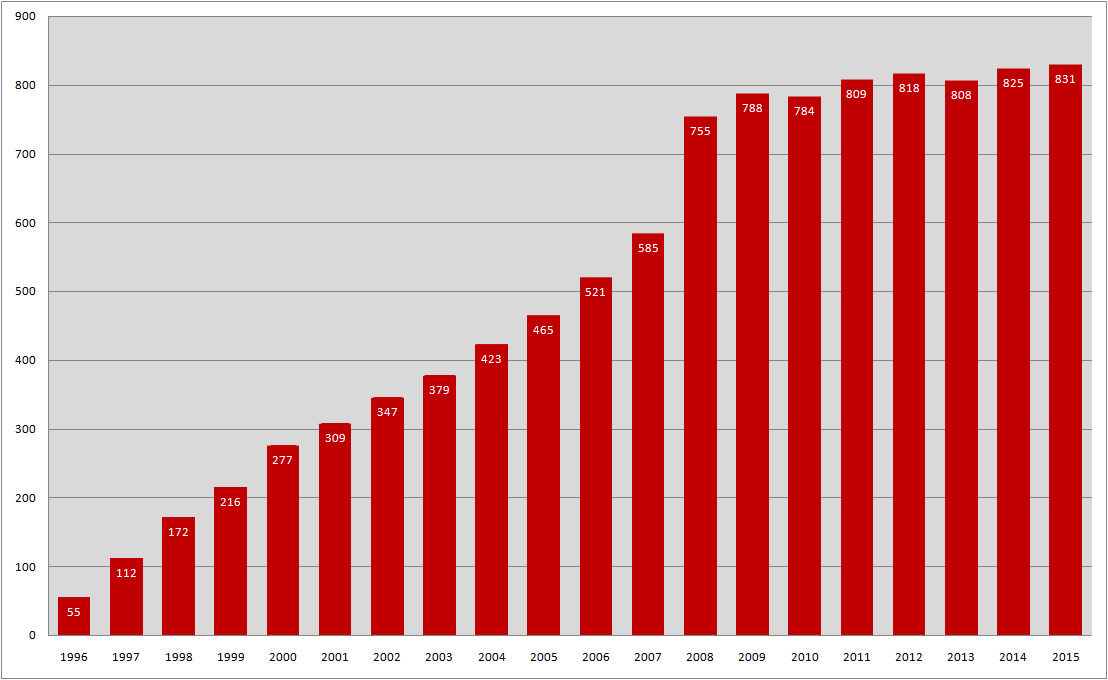
Salari netti medi nella Repubblica Serba 1996–2015 (in BAM)

Investimenti esteri nella Repubblica Serba includono quelli di ArcelorMittal nella miniera di ferro di Ljubija a Prijedor; di Yuzhuralzoloto nella miniera di piombo e zinco di Sase a Srebrenica; la privatizzazione di Telekom Srpske (venduta a Telekom Srbija per €646 milioni), e la vendita della raffineria di Bosanski Brod alla compagnia petrolifera russa Zarubezhneft nel 2007. La compagnia elettrica ceca ČEZ ha inoltre firmato un contratto da 1,4 miliardi di euro con la Elektroprivreda Republike Srpske nel 2007 per il rinnovo della centrale elettrica di Gacko I e la costruzione di un secondo impianto, Gacko II.
| Commercio estero della Repubblica Serba (mil. euro) |       |       |       |       |       |       |       |       |       |       |       |       |       |
| anno                                                | 2001  | 2002  | 2003  | 2004  | 2005  | 2006  | 2007  | 2008  | 2009  | 2010  | 2011  | 2012  | 2013  |
| Export                                              | 306   | 289   | 312   | 431   | 578   | 788   | 855   | 983   | 855   | 1 114 | 1 309 | 1 214 | 1 331 |
| Import                                              | 868   | 1 107 | 1 165 | 1 382 | 1 510 | 1 411 | 1 712 | 2 120 | 1 825 | 2 072 | 2 340 | 2 294 | 2 330 |
| Totale                                              | 1 174 | 1 396 | 1 477 | 1 813 | 2 088 | 2 199 | 2 567 | 3 103 | 2 680 | 3 186 | 3 649 | 3 508 | 3 662 |
| Copertura (%)                                       | 35    | 26    | 27    | 31    | 38    | 56    | 50    | 46    | 47    | 54    | 56    | 53    | 57    |

Dal 2001 la Repubblica Serba ha iniziato delle significative riforme della tassazione, portandola al massimo al 28,6%. La tassazione sul capitale e sul reddito, al 10%, è tra le più basse della regione, per stimolare gli investimenti esteri. L'imposta sul valore aggiunto è stata introdotta nel 2006.

## Infrastrutture e trasporti
Attraverso il territorio della Repubblica Serba passa l'importante ferrovia che collega Zagabria e Sarajevo attraversando i comuni di Novi Grad (Bosanski Novi), Doboj e la città di Banja Luka. I collegamenti ferroviari sono ripresi nell'agosto 2017.
La Repubblica Serba possiede una rete stradale di 3964 km, gestite dalla compagnia pubblica Putevi Republike Srpske, mentre la rete autostradale è ancora in fase embrionale. È quasi completamente percorribile l'autostrada Gradiška-Banja Luka lunghezza di 37 km, da Banja Luka a Gradiška che collega la RS alla rete autostradale europea e prevede inoltre, la costruzione di un imponente ponte sulla Sava al confine tra Bosnia e Croazia. Iniziata nel 2005, la sua costruzione ha subito nel tempo notevoli ritardi e la data della sua inaugurazione è stata oggetto di molte speculazioni. Oltre all'autostrada Gradiška-Banja Luka è attiva anche l'autostrada Banja Luka-Doboj.
Il Corridoio V-c (Sarajevo-Budapest) dei corridoi paneuropei attraversa la Repubblica Serba da Modriča a Doboj lungo il fiume Bosna. Alcuni tratti dell'autostrada A1  sono stati aperti nel 2003, nel 2013 e nel 2019, mentre il resto dell'opera deve ancora essere realizzato.
L'entità dispone inoltre di una compagnia aerea di bandiera, Sky Srpska, che opera nell'Aeroporto internazionale di Banja Luka.

## Cultura

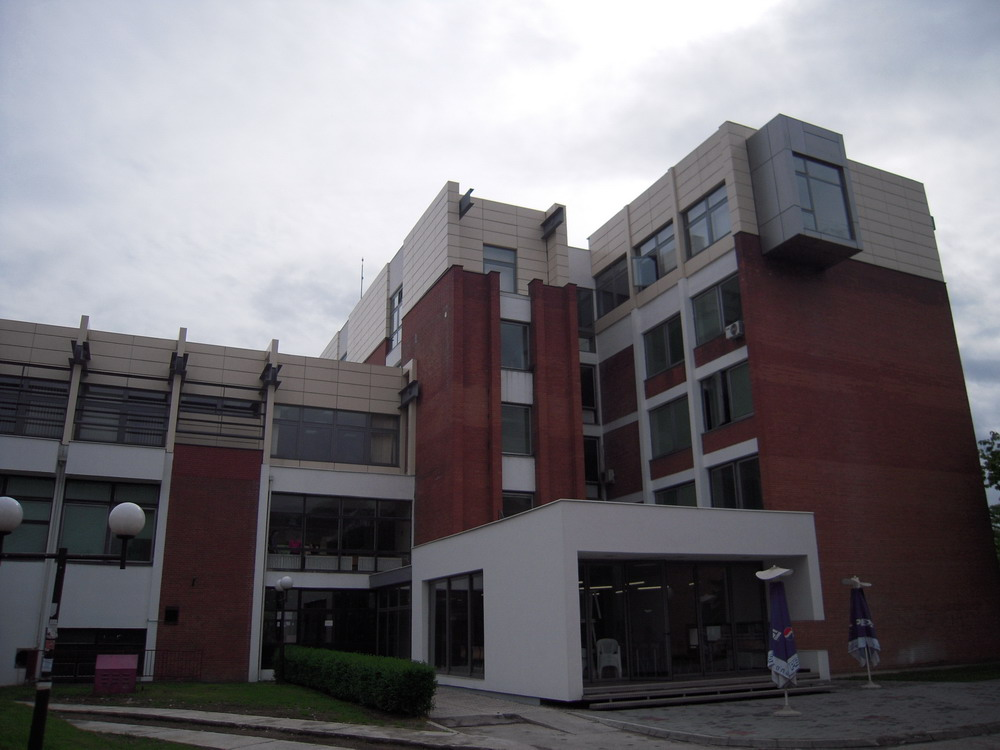
Facoltà di economia, Università di Banja Luka

Il principale istituto pubblico di educazione avanzata nella Repubblica Serba è l'Università di Banja Luka, fondata nel 1975, che ospita la Biblioteca nazionale e universitaria della Repubblica Serba. La seconda università pubblica è l'Università di Sarajevo Est. Tra le università private si contano l'American University in Bosnia and Herzegovina, l'Università di Slobomir e l'Università Sinergija.
L'Accademia delle Scienze e delle Arti della Repubblica Serba, fondata nel 1996, è la principale istituzione rappresentativa culturale. Il Museo di arte contemporanea di Banja Luka (MSURS) ospita una collezione di arte jugoslava e internazionale.